# Tecnica Reid
La tecnica Reid è un metodo di interrogatorio. Il sistema è stato sviluppato negli Stati Uniti da John E. Reid negli anni '50. Reid era un esperto del poligrafo ed ex agente di polizia di Chicago. La tecnica crea un ambiente ad alta pressione per l'intervistato, seguito da comprensione, simpatia e offerte di aiuto, ma solo in caso di confessione. A partire dagli anni '70, è stato ampiamente utilizzato nei dipartimenti di polizia degli Stati Uniti.
I sostenitori del metodo Reid affermano che esso è utile per estrarre informazioni da sospetti riluttanti. I critici affermano che la tecnica induce un tasso inaccettabilmente alto di false confessioni, soprattutto da parte di persone con disturbi mentali e minorenni. La critica è stata mossa anche nella situazione opposto: cioè nei confronti degli intervistati volitivi, la tecnica fa sì che rinuncino a confessare e non diano alcuna informazione, piuttosto che affermare bugie che possano essere usate contro i colpevoli o essere dettagli discolpanti per gli innocenti.

## Contesto
Nel 1955 a Lincoln, nel Nebraska, il poliziotto John E. Reid aiutò a ottenere una confessione da un sospettato, Darrel Parker, per l'omicidio della moglie di Parker. Questo caso stabilì la reputazione di Reid e rese popolare la sua tecnica.
Parker ritrattò la sua confessione il giorno seguente, ma essa fu utilizzata come prova al processo. Fu giudicato colpevole dalla giuria e fu condannato all'ergastolo. Successivamente è stata stabilita la sua innocenza, dopo che un altro uomo ha confessato e si è scoperto che era l'autore del reato. Parker ha citato in giudizio lo stato per condanna ingiusta, ricevendo 500.000 dollari a titolo di risarcimento.
Nonostante la falsa confessione di Darrel Parker, Reid contribuì alla stesura di un libro che spiega le sue tecniche di interrogatorio. Reid morì nel 1982 ma la sua azienda, John E. Reid and Associates, rimase in attività: nel 2013 era guidata dal presidente Joseph Buckley, assunto in precedenza da Reid.
Secondo il periodico statunitense The New Yorker, nel 2013 la società addestrò più addetti agli interrogatori di ogni altra società al mondo, e in quell'anno la tecnica Reid era già stata adottata dalle forze dell'ordine di molti tipi diversi, in particolare nel Nord America.

## Metodologia
La tecnica di Reid consiste in un processo in 3 fasi che inizia con l'analisi dei fatti, seguita da un interrogatorio per l'analisi comportamentale (un interrogatorio non accusatoria progettata per sviluppare informazioni investigative e comportamentali), e successivamente dai nove passaggi Reid dell'interrogatorio, quando ciò è appropriato.
Secondo le linee guida del processo, le persone dovrebbero essere interrogate solo quando le informazioni sviluppate dall'intervista e dall'indagine indicano che il soggetto potrebbe effettivamente essere coinvolto nella commissione del reato.
Nella tecnica Reid, l'interrogatorio è un processo accusatorio, in cui l'investigatore dice al sospettato che i risultati dell'indagine indicano chiaramente la sua colpevolezza. L'interrogatorio ha la forma di un monologo dell'investigatore piuttosto che di domande e risposte. Il comportamento dell'investigatore durante l'interrogatorio dovrebbe essere comprensivo, paziente e non umiliante.
L'obiettivo della tecnica Reid è di rendere il sospettato gradualmente più a proprio agio nel dire la verità. Ciò si ottiene offrendo al sospettato dei costrutti psicologici come giustificazione per il suo comportamento.
Ad esempio, un'ammissione di colpevolezza potrebbe essere indotta dalla domanda: "Hai pianificato tutto questo o è semplicemente successo all'improvviso?" Questa è conosciuta come domanda alternativa, che si basa su un presupposto di colpevolezza. I critici considerano questa strategia controproducente, sostenendo che è soggetta a pregiudizi di conferma (che rafforzano convinzioni o ipotesi inaccurate) e affermando che potrebbe portare all'interruzione prematura dell'indagine.